# True Love (singel Solange Knowles)
True Love – trzecia piosenka amerykańskiej piosenkarki Solange Knowles, z jej debiutanckiego albumu Solo Star z 2003 r.

## Listy przebojów
| Chart (2003 r.)              | pozycja |
| ---------------------------- | ------- |
| U.S. Billboard Hip-Hop Songs | 116     |